# Bulaq

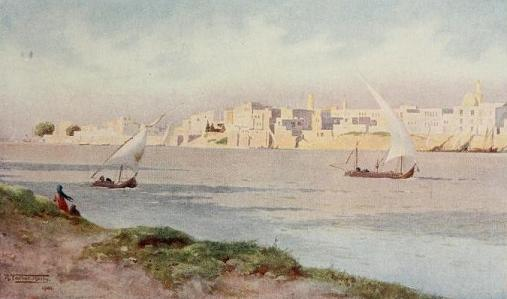
Būlāq vista dall'isola di Gezira, 1902.

Būlāq (in arabo بولاق‎?) è un quartiere (ḥayy) del Cairo (Egitto), posto fra i quartieri di Wust al-Balad, Ezbekiyya e il Nilo.
Il nome "Būlāq" viene dal francese 'Beaux Lac', che letteralmente significa 'Bel lago'. Il nome, che secondo la leggenda fu dato al quartiere da Napoleone Bonaparte, fu arabizzato in Būlāq, che in egiziano è pronunciato Bolaa.

## Storia
A seguire la conquista di Cipro da parte dei Baybars nel 1428, Būlāq divenne il maggior porto del Cairo sul Nilo. Alla fine del XV secolo, Būlāq riuscì a surclassare perfino il più antico porto di Miṣr al-Qadīma. Nel 1835, il Museo Egiziano era ospitato da un palazzo a ridosso dei Giardini di Ezbekiyya. Nel 1858 fu spostato a Būlāq, dove venne costruito un nuovo palazzo per ospitare il gran numero di reperti ritrovati. Il palazzo fu costruito da uno studio di architetti francesi ingaggiati dal Duca Massimiliano d'Austria nel 1855.  Completato nel 1878, l'edificio subì danni consistenti a causa delle piene del fiume. Dopo essere trasferito temporaneamente a Giza, nel 1902 gli artefatti furono finalmente collocati nell'odierno edificio di Piazza Tahrir.
A Būlāq ebbero sede nel XIX secolo le migliori tipografie del mondo arabo, in cui si realizzarono alcune fra le principali edizioni di opere in arabo, assai apprezzate per la bellezza dei caratteri a piombo.

## Filmografia
- Bulaq (2011), film documentario indipendente[3] diretto da Fabio Lucchini e Davide Morandini. Racconta della lotta trentennale di questo quartiere popolare contro gli sfratti e le demolizioni attuate dal governo egiziano, e il suo coinvolgimento nelle lotte che hanno preceduto e seguito la caduta del presidente della Repubblica Hosni Mubarak.